# Ronen Harazi
Ronen Harazi (30 marzo 1970) è un ex calciatore israeliano, di ruolo attaccante.

## Carriera
Fu eletto calciatore israeliano dell'anno nel 1993.